# جنگ استقلال مکزیک
جنگ استقلال مکزیک (اسپانیایی: Guerra de Independencia de México‎) یک درگیری مسلحانه و اوج فرایند سیاسی اجتماعی بود که طی آن در سال ۱۸۲۱ به حاکمیت اسپانیا در مکزیک پایان داد.
این جنگ به نام جنگ شبه‌جزیره در سال ۱۸۰۸ بعد از حمله ناپلئون به اسپانیا شروع شد و توسط پدر میگل ایدالگو ی کوستییا در ۱۶ سپتامبر ۱۸۱۰ و ادامه عملیات فریاد دولورس تا روز استقلال مکزیک در ۲۷ سپتامبر ۱۸۲۱ ادامه داشت. این روز همه ساله بعنوان روز استقلال مکزیک جشن گرفته می‌شود.

## پیشینه
جنبش استقلال طلبانه مکزیک از وقایعی مانند عصر روشنگری، انقلاب آمریکا و فرانسه الهام گرفت.
در آن زمان نخبگان تحصیل کرده اسپانیا شروع به تفکر دربارهٔ روابط اسپانیا و پادشاهی‌های مستعمرات خود کردند. تغییرات ساختار اجتماعی و سیاسی ناشی از اصلاحات بوربون اسپانیا و یک بحران اقتصادی عمیق در اسپانیا باعث نارضایتی نخبگان بومی شد. رویدادهای دراماتیک سیاسی در اروپا، جنگ‌های انقلاب فرانسه و فتوحات ناپلئون، رویدادهای اسپانیای نو را عمیقاً تحت تأثیر قرار داد. در سال ۱۸۰۸، کارلوس چهارم اسپانیا و فرناندو هفتم مجبور شدند به نفع امپراتور فرانسه، که برادر بزرگترش ژوزف بناپارت را در منصب پادشاهی قرار داد، کنار بروند. در همان سال، شورای شهر مکزیکو سیتی، در غیاب شاه خود را حاکم مشروع این کشور می‌دانست. این امر باعث شد که علیه آنها کودتا شود. در این کودتا رهبران شورا دستگیر شدند.

## جنبش استقلال طلبی پس از ۱۸۱۰

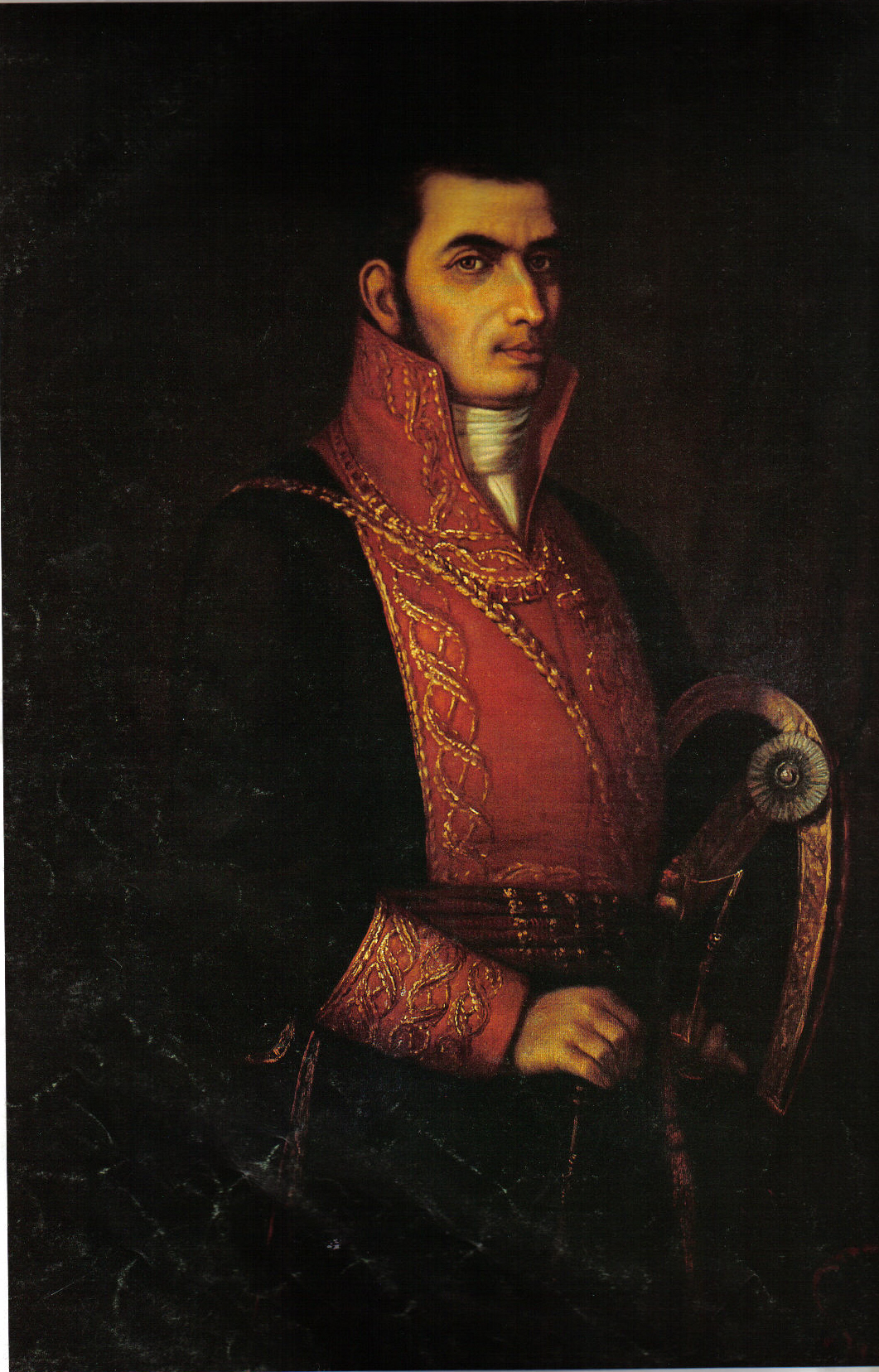
خوسه ماریا مورلوس

با وجود شکست شورا در مکزیکو سیتی، گروه‌های کوچکی از شورشیان در شهرهای دیگر اسپانیای جدید با هم متحد شدند تا علیه حکومت استعماری قیام کنند. در ۱۶ سپتامبر ۱۸۱۰، دهقانان و ساکنان بومی دولورس تصمیم گرفتند به دعوت میگوئیل هیدالگو روحانی رادیکال سلاح به دست بگیرند.
پس از ۱۸۱۰، جنبش استقلال طلبی وارد مراحل دیگری شد. چرا که رهبران جنبش یا دستگیر یا اعدام شده بودند. در ابتدای حاکمیت فردیناند هفتم اسپانیا و مستعمره‌های آن را به رسمیت شناختند، اما بعدها رهبران جنبش موضوعات رادیکال تری مانند نظم اجتماعی و الغاء بردگی را مطرح کردند. خوسه ماریا مورلوس، کشیش سکولار، استان‌های جدایی طلب را به تشکیل کنگره فراخواند. این فراخوان به جنبش چهره‌ای قانونی می‌داد. پس از شکست مورلوس، این جنبش در شکل یک جنگ چریکی تحت رهبری ویسنته گوررووقیج ادامه یافت. تا سال ۱۸۲۰، تعداد زیادی از گروه‌های شورشی جان خود را از دست دادند. تعدیل قانون اساسی اسپانیا در سال ۱۸۲۰ باعث آن شد که اذهان گروه‌های نخبه که از حکومت اسپانیا حمایت می‌کردند تغییر کند. بومی‌ها که تحت تأثیر این رویداد قرار گرفته بودند تصمیم گرفتند تا از استقلال اسپانیای جدید حمایت کنند. آن‌ها خواستار پیوستن به جنبش مقاومت سابق شدند.

## استقلال مکزیک
اگوستین د ایتروبیده فرماندهی شورشیان را در دست گرفت و با ویسنته گوره رو که خواهان اتحاد گروه‌های استقلال طلب بود ملاقات کرد او خواهان حکومت سلطنتی در یک مکزیک مستقل بود. سرانجام در ۲۷ سپتامبر سال ۱۸۲۱ مکزیک استقلال را بدست آورد.
پس از این رویداد سرزمین‌های مستقل بعنوان امپراتوری مکزیک نام گذاری شد. سلطنت کاتولیک ائتلافی در سال ۱۸۲۳، به دلیل درگیری‌های داخلی و جدایی آمریکای مرکزی از مکزیک، به یک جمهوری فدرال تبدیل شد. پس از چند بار تلاش اسپانیا برای باز پس‌گیری مکزیک، استقلال این کشور در سال ۱۸۳۶ به رسمیت شناخته شد.